# Неприродний (Цілком таємно)
Неприродний (Three of a Kind) — 19-й епізод шостого сезону серіалу «Цілком таємно». Епізод належить до «міфології серіалу» — і надає можливість краще з нею ознайомитися. Прем'єра в мережі «Фокс» відбулася 25 квітня 1999 року.
У США серія отримала рейтинг домогосподарств Нільсена рівний 10.1, який означає, що в день виходу її подивилися 16.88 мільйона чоловік.

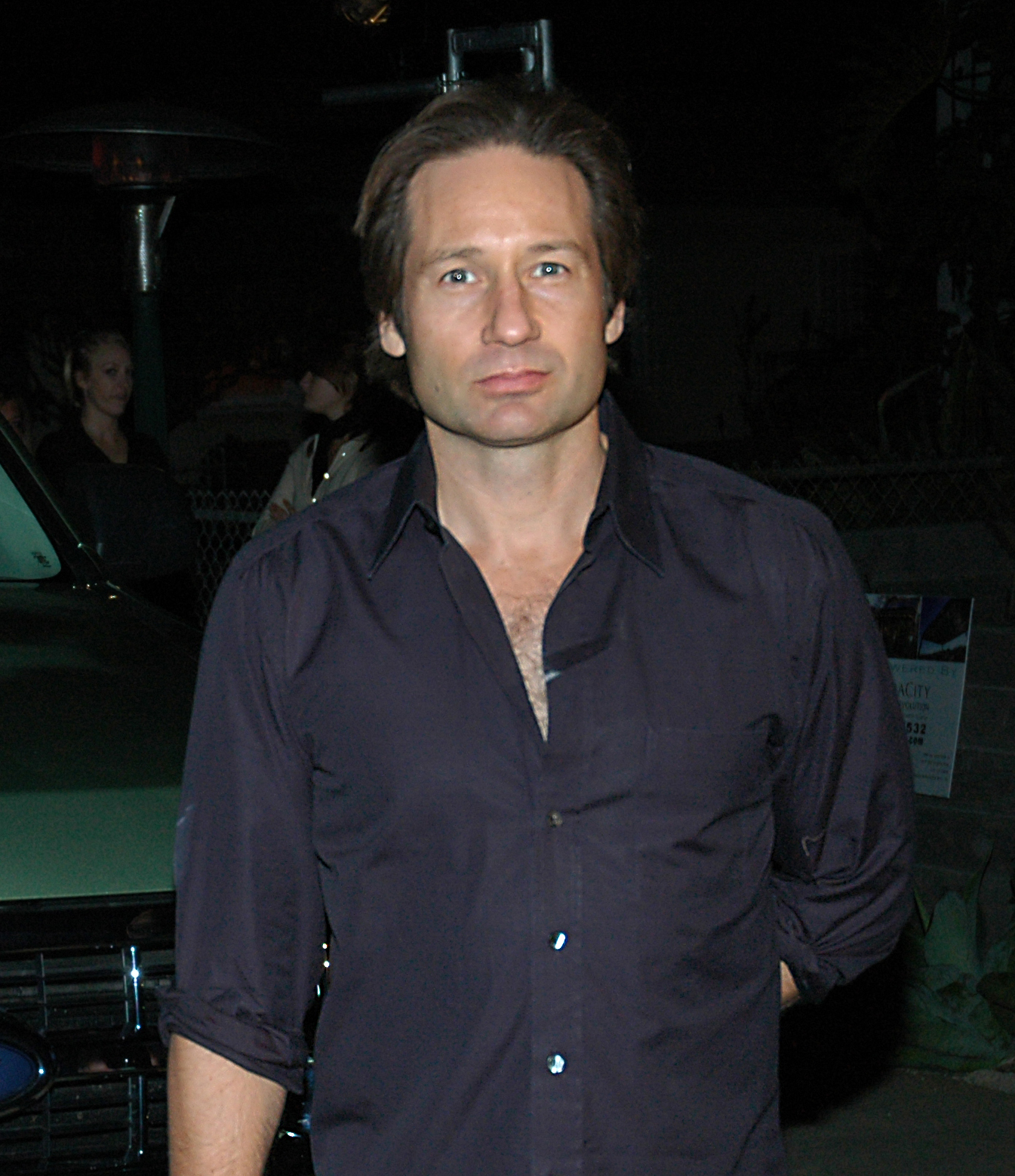

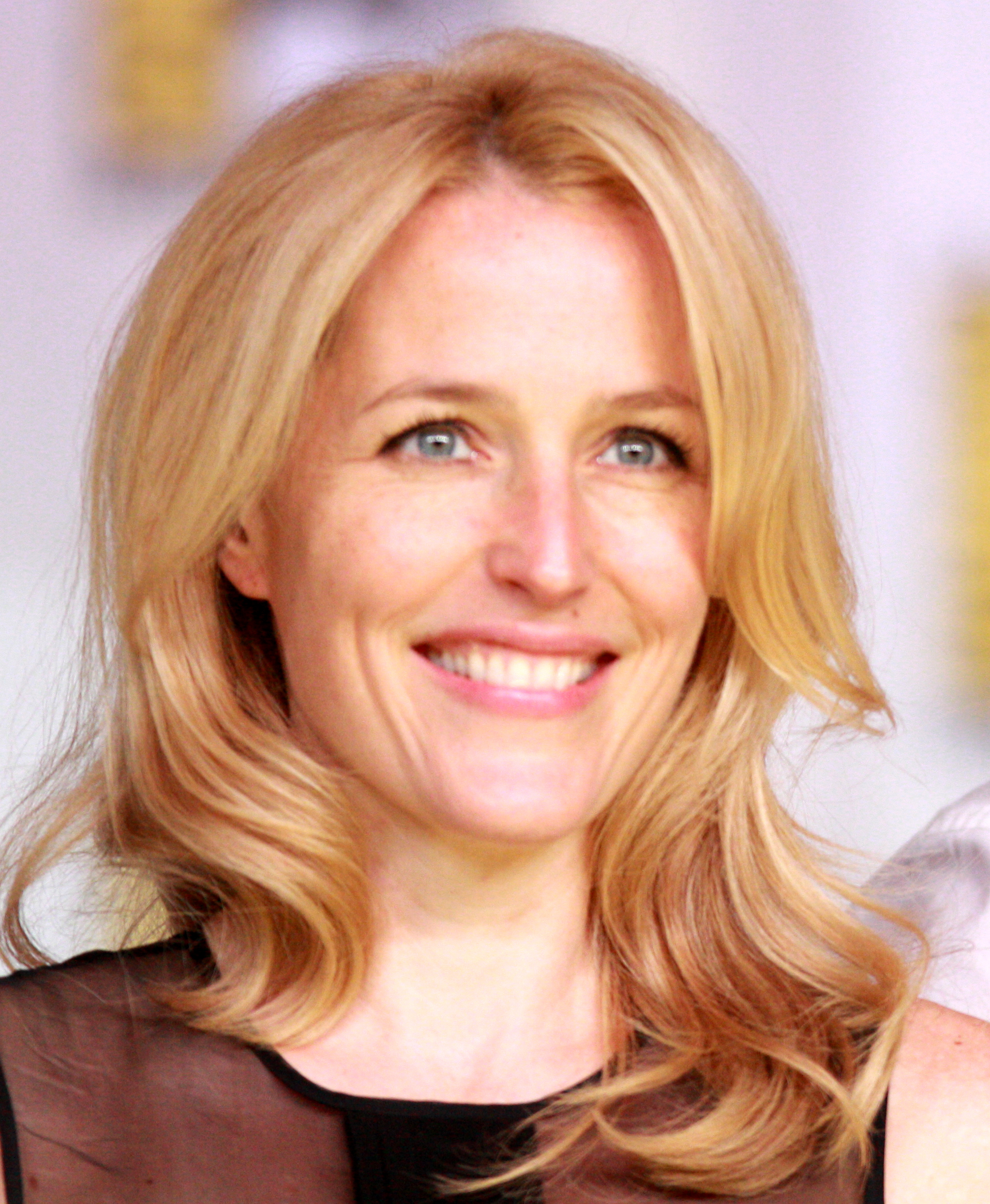

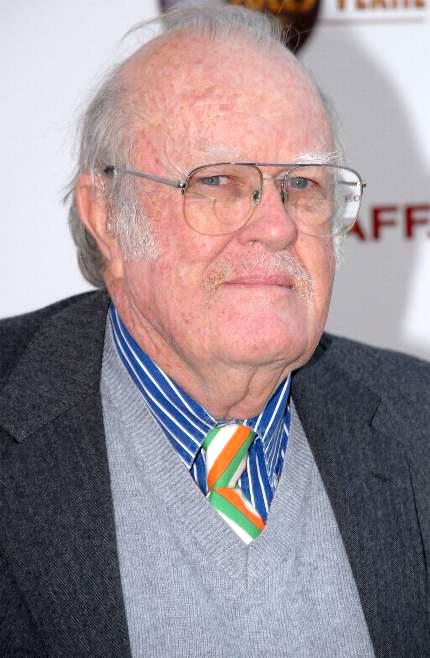

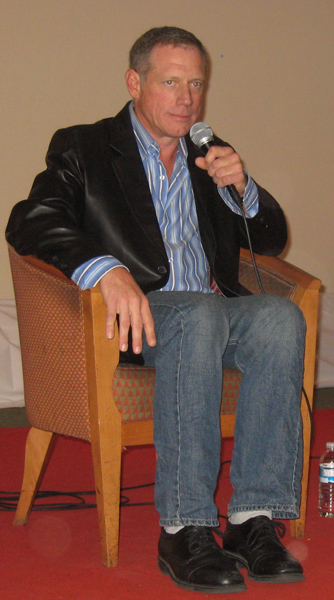

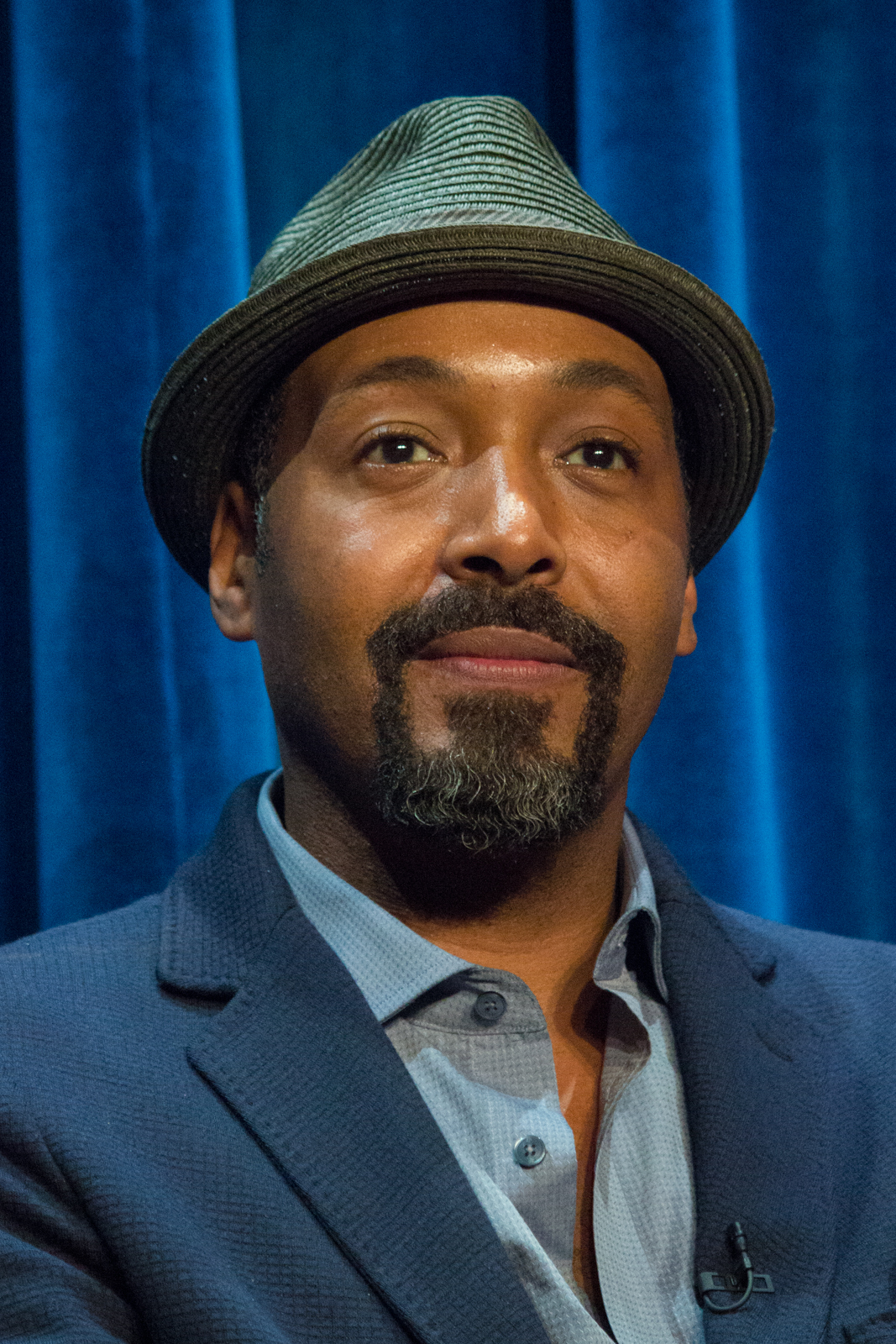

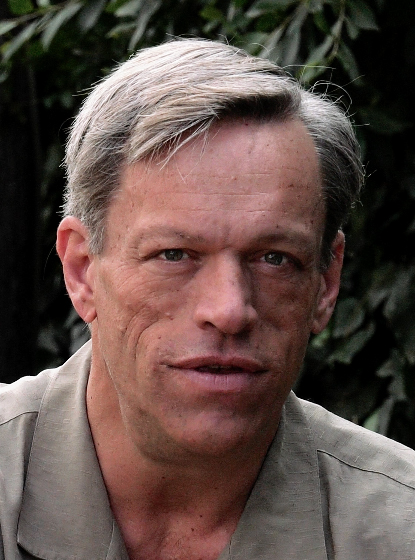

Артур Дейлз, брат агента ФБР у відставці з тим же ім'ям, розповідає Малдеру історію чорного бейсболіста, який грав за «Roswell Grays» в Розуеллі 1947 року під псевдонімом «Джош Екслі». Екслі виявляється насправді прибульцем, закоханим в бейсбол. Екслі пізніше вистежує Мисливець і страчує.

## Зміст
Початок
1947 року чорношкірі і білошкірі чоловіки грають в бейсбол у Розвеллі (штат Нью-Мексико). Від м'ячів у фолі страждають місцеві кактуси. Група членів Ку-клукс-клану приїжджає на конях, шукаючи одного з гравців: Джоша Екслі, талановитого чорношкірого бейсболіста. Чоловіки з команди відбиваються проти куклукскланівців, погано граючий гравець врешті вцілює і збиває трьох вершників. І коли маска з лідера клану знімається, він виявляється інопланетянином.
У 1999 році агенти Малдер і Скаллі переглядають газети Розуелла 1940-х років. Скаллі незадоволена сидінням над старими газетами і гостро кпинить Фокса. Малдер бачить статтю, в якій світлина молодого Артура Дейлза — першого дослідника «Ікс-файлів» і колоністів — та Джоша Екслі. Малдер розшукує Дейлза у Вашингтоні, але замість цього зустрічає брата Дейлза, якого також звуть Артур.
У ретроспективі Дейлз розповідає Малдеру про першу зустріч з Екслі 1947 року. Дейлз, співробітник поліцейського відділу Розвелла, був призначений захищати Екслі, якого переслідували. Дейлз подорожує з Екслі та його товаришами по команді на автобусі, і однієї грозової ночі бачить, що сплячий Джош відображається у вікні як інопланетянин. Наступного дня, під час гри, м'яч потрапляє в голову Екслі і він починає висловлюватись дивною мовою, перш ніж повернутися до тями. Згодом Дейлз зауважує, що там, де перебувала голова Екслі, з'явилася замість крові загадкова зелена сукровиця.
Дейлз вирушає розслідувати в рідне місто Екслі Мейкон (Джорджія), і виявляє, що хлопчик з ім'ям Джош зник приблизно за п'ять років до цього. Слухавку на другому кінці піднімає Мисливець за головами. Коли на одній грі з'являються представники вищої ліги, Екслі навмисно грає погано. Тієї ночі в готелі Дейлз чує звуки з кімнати Екслі і вривається всередину, знаходячи Джоша в його чужому вигляді. Дейлз від переляку втрачає свідомість. Екслі у природній личині переконує Дейлза і для більшої переконливості приймає форму привабливої юнки. Екслі розповідає Дейлу, що йому заборонили змішуватися з людською расою, але він полюбив гру в бейсбол і залишився на Землі. Екслі прийняв форму чорношкірого чоловіка і грав у Negro league baseball, щоб уникнути привернення уваги.
Мисливець за головами, який переслідував інопланетянина-ренегата, приймає форму Екслі і вбиває вченого, який досліджує зелену сукровицю, котру виявив Дейлз. Дейлз попереджає Екслі, що його зараз розшукує поліція, і Джош іде з гри й вирішує повернутися додому.
Розповідь повертається до подій на початку епізоду. Лідера KKK розкривають як інопланетного Мисливця за головами, який прибув для вбивства Екслі. Мисливець за головами вимагає від Екслі повернення до справжньої форми перед смертю. Джош відмовляється, і Мисливець за головами вбиває його. Однак Екслі стікає червоною кров'ю людини.
Фокс Малдер терміново викликає Дейну. Він пізнім вечором вчить її грати в бейсбол — як подарунок на день народження.

## Зйомки
«Неприродний» був першим епізодом «Цілком таємно», який Духовни написав сам. Раніше він спільно розробив історії для другого сезону — епізоди «Колонія» і «Анасаді» — з Крісом Картером й запропонував ідеї для третього сезону — епізоди «Втілення» та «Дівчино, підведись». До шостого сезону Духовни відчував, що не має необхідних навичок; він сказав: «У мене не було гарантії, впевненості в собі, що я можу написати телепрограму». Наприкінці 1998 року Духовни врешті почувався впевненим у своїх силах і звернувся до Кріса Картера щодо роботи над епізодом. Картер погодився з цим проханням, і Девіду було заплановано частину сезону для режисування.
Хоча і Духовни, і Картер кілька років хотіли написати епізод про бейсбол, Духовни вперше задумав основну передумову для «Неприродного» під час Major League Baseball 1998 року між Марком Макгвайром і Семмі Сосою, коли він читав газетний звіт про Джо Баумана. Бауман був гравцем у бейсбол, який, незважаючи на рекордні 72 хоум-рани протягом сезону 1954 року, ніколи не грав у Вищій лізі. Духовни одразу ж пов'язав історію Баумана, котрий грав у «Розуелл Рокетс», з Розвельським інцидентом 1947 року, сказавши: "Я щойно зібрав воєдино сюжетні лінії. Що, якби цей хлопець був інопланетянином? Пізніше Духовни сказав, що «ці щасливі хронологічні збіги сприяли розвитку історії».
Натхненний історією про Джекі Робінсона (який був першим темношкірим гравцем, котрого прийняли до Вищої ліги в 1940-х роках), Духовни вирішив зробити головного героя чорношкірим і поставив історію до інтеграції бейсбольних ліг. Після того, як Духовни закінчив свій перший варіант, Картер додав додаткові моменти сюжету — такі, як введення постатей інопланетного Мисливця за головами та відставного агента ФБР Артура Дейлза. Назва епізоду — п'єса за романом та фільм «Природний дар» по твору Бернарда Маламуда. Слово, яке з'являється у початкових титрах для цього епізоду — «In the Big Inning», є каламбуром фрази «На початку».
Оскільки в епізоді, складеному здебільшого з флешбеків, не було особливості головного персонажа, Духовни зміг зосередитись на попередній постановці. Цей наратологічний метод також дав Джилліан Андерсон незначний перепочинок у роботі. Хоча пізніше Духовни висловив вдячність за те, що «Неприродний» дозволив йому відчути роботу режисера, він також зазнав сильного занепокоєння під час виробничого процесу через стрес, якого скуштував через керівництво епізодом. Однак, коли епізод закінчили знімати, Духовни був задоволений, назвавши результати чудовими. Пізніше він зауважив, що його стрес майже не проявився на роботі, оскільки епізод був би зроблений, навіть «якби [він] просто з'явився і тинявся 24 години на добу».
«Джей Літтлтон Болфілд», дерев'яний стадіон, розташований в Онтаріо (Каліфорнія), використовувався як місце для бейсбольного стадіону Розуелла. Продюсери серіалу рекламували в місцевих ЗМІ для шанувальників можливість відвідати гру, одягнені в старовинний одяг. Сцена, в якій Малдер навчав Скаллі грати бейсбол, була знята у лос-анджелеському парку Чевіот-Хіллз. Пізніше парк був використаний в епізодах восьмого сезону «Три слова» та дев'ятого сезону «Повелитель мух»
Художник-костюмер Крістін Пітерс виготовила бейсбольну форму для епізоду після відвідування магазину спортивного одягу в Голлівуді. Перукарка Дена Грін зробила додаткові зачіски, щоб вони були у стилі 1940-х. Майстер серіалу по автомобілях Келлі Падович забезпечив використання двох автобусів моделі «Flxible» 1947 року випуску для зйомок автобуса «Roswell Greys», а також різних сучасних транспортних засобів. Дослідник Лі Сміт працював із Національною залою слави бейсболу, щоб забезпечити точність статистичних даних, використаних в епізоді. У відділі реквізитів розробили з нуля «Пітер Розбуд банк», який Дейлс показує Малдеру. Пізніше майстер по нерухомих предметах Том Дей зазначив, що це був «один з найдорожчих реквізитів» сезону. Партитура епізоду, написана композитором серіалу Марком Сноу, була записана за допомогою музикантів Ніка Кірго та Томмі Моргана — вперше для серіалу (яка раніше для свого саундтреку покладалася виключно на синтезатори).

## Показ і відгуки
Перший показ «Неприродного» відбувся в США у мережі «Fox» 25 квітня 1999 року, а у Великій Британії — в ефірі «Sky One» 4 липня 1999-го. У США епізод дивилися 16.88 мільйонів глядачів. Він отримав рейтинг Нільсена 10,1 з часткою 15. Це означає, що приблизно 10,1 % всіх домогосподарств, обладнаних телевізором, і 15 % домогосподарств, які дивляться телевізор, переглянули епізод. У Великій Британії «Неприродний» переглянули 870 000 глядачів, що зробило його другою за популярністю програмою того тижня.
Переважно відгуки були позитивними. Ерік Мінк з «Нью-Йорк Дейлі Ньюз» у своєму огляді зазначив, що епізод «винахідливо прищеплює класичні елементи історії „Цілком таємно“ та іронічне, дотепне самознущання аж до чудово свіжого відчуття». Огляд «Лексингтон Геральд-лідер» був переважно позитивним, компліментуючи розумне написання та відзначаючи, що «серія була сповнена візуальних насолод». Сара Стегалл присудила епізоду п'ять балів із п'яти, похваливши аналіз Духовни «фанатизму з двох сторін» та його здатність пов'язати «триваючу лінію змови в Цілком таємно … у комічну трагедію, подібну цій». Стегалл також назвала напрямок Духовни новаторським та цікавим і схвалила перехідну сцену, в якій камера, мабуть, рухається через телевізійний екран, як «чудову візуальну метафору самого Цілком таємно».
Пола Вітаріс з «Cinefantastique» надала епізоду великий позитивний відгук, нагородивши його 4 зірками з чотирьох. Оглядачка схвально відгукнулася про експозиційний виклад епізоду і написала, «перш за все „Неприродний“ стосується сили розповіді. Ми насправді не знаємо, чи правдива історія Дейлза, чи це алкогольні фантазії. Зламаний чоловік, але врешті-решт, це неактуально». Меліса Рунстром з «Мічиган Дейлі» назвала серію «чарівною незалежною історією», але також те, що «вона, схоже, говорить більше про стан людини, ніж про якийсь позаземний сюжет». Том Кессеніч у книзі «Експертиза: Несанкціонований погляд на сезони 6–9 „Цілком таємно“» писав: «У своєму розважальному дебюті як сценарист/режисер Цілком таємно, Духовни провів нас дуже звичним шляхом цього сезону [гумор]. Але на відміну від деяких попередніх — він як штурман, залишився на курсі, подбав про те, щоб ми побачили всі вражаючі пам'ятки по дорозі, і коли ми дійшли до кінцевого пункту призначення, я виявив, що мені надзвичайно сподобалася подорож».
Наступні огляди також були імпонуючими щодо епізоду. Шірман та Пірсон оцінили його п'ятьма зірками з 5, описавши як «чудову комічну байку». Емілі Вандерверф з «The A.V. Club» відзначила епізод оцінкою «A–» і написала, що «він працює, оскільки сприймає цю дуже безглузду ідею і продовжує сприймати її серйозно». Вона критикувала серію за її «попкорновість» та залежність від стереотипу «чарівного чорного хлопця», але дійшла висновку, що «„Неприродний“ був успішним, оскільки він охоплює цю сторону профілю серіалу, що може зробити щось солодке і миле та зворушливе». Вандерверф також відзначила виступ Мартіна, називаючи його акторську майстерність приголомшливою.
З моменту першого показу, цей епізод був оцінений як один з кращих в «Цілком таємно». Кессеніч назвав його одним із «25 найкращих епізодів усіх часів у „Цілком таємно“», поставивши на шосте місце. Крім того, сцена, де Малдер навчав Скаллі грати в бейсбол, була добре сприйнята критиками. Шірман і Пірсон писали, що «це особливо чудово і додає сентиментальному епізоду додаткового теплого сяйва». Ян Гелмс із «Press-Register» назвав епізод одним із 10 найкращих в «Цілком таємно»". Вітаріс назвала завершальну сцену «одним із найчарівніших фіналів серед епізодів „Цілком таємно“ завдяки його надзвичайно приємним якостям і негласному підтексту».
Станом на січень 2021 року епізод на «Internet Movie Database» отримав 8.6 бала схвалення з можливих 10 при 3155 голосах.

## Знімалися
| Актор             | Роль                  |
| ----------------- | --------------------- |
| Девід Духовни     | Фокс Малдер           |
| Джилліан Андерсон | Дейна Скаллі          |
| Деніел Духовни    | Піні                  |
| Фредрік Лене      | молодий Артур Дейлз   |
| Майкл Еммет Волш  | Артур Дейлз           |
| Джессі Л. Мартін  | Джош Екслі            |
| Браян Томпсон     | Мисливець за головами |
| Пол Вілсон        | Тед                   |
| Кен Медлок        | білошкірий тренер     |